# 郭羨妮
郭羨妮（英語：Sonija Kwok Sin-nei，1974年7月22日—），香港女演員，曾是無綫電視旗下藝人。她是中英混血兒，曾當過機艙服務員；其後參加選美，成為1999年度香港小姐冠軍及於美國拉斯維加斯舉辦的2000年度國際華裔小姐競選冠軍，歷史性成為1990年代最後一位香港小姐冠軍，及千禧年代首位國際華裔小姐冠軍；更是千禧年代首個國際選美比賽的冠軍，及第二位同時獲得香港小姐冠軍和國際華裔小姐冠軍的佳麗。參選時酷似1991年最上鏡小姐樊亦敏，故當時被傳媒稱為「翻版樊亦敏」。

## 簡歷
郭羨妮的其中一名祖先姓氏為戴維斯，惟到父親一代已採用郭姓。幼時就讀於天神嘉諾撒學校及嘉諾撒聖瑪利書院，其後大學就讀於西門菲莎大學，主修心理學和經濟學課程。畢業後投考加入國泰航空有限公司並任職機艙服務員。1999年，郭羨妮參加香港小姐競選，以大熱姿態獲得冠軍、「最上鏡小姐」、「國際親善小姐」和「千禧才智小姐」獎項。2000年，郭羨妮代表香港參選國際華裔小姐競選，亦以大熱姿態取得冠軍，是繼1988年度香港代表李嘉欣贏得國際中華小姐競選冠軍後，第二位香港代表奪冠。其後她代表香港參選環球小姐競選，並是最上鏡小姐競選前10名的佳麗，更是目前為止最後一位香港代表參選。其後開始演出電視劇，首部參演便是重頭劇《尋秦記》，飾演兩大女主角之一的琴清。2002年在電視劇《洛神》中飾演反派角色令觀眾形象深刻。2014年1月，郭羨妮接拍無綫電視重頭劇《無雙譜》，與黎耀祥、田蕊妮、黃浩然、黃宗澤、龔嘉欣、岑麗香等人合作。2015年8月，她和同屆港姐季軍胡杏兒因約滿而離開無線，兩人結束16年之賓主關係，《無雙譜》是她在無綫的告別作。2019年，香港電影《朝花夕拾．芳華絕代—拾芳》於「第七屆溫哥華華語電影節(7th Vancouver Chinese Film Festival)」獲得四大獎項，當中包括年度最佳粵語片、高志森與梁柏豪獲「最佳導演獎」、胡杏兒獲「最佳女主角獎」，而她獲得「新鋭人氣獎」。

## 婚姻
郭羨妮加入娛樂圈後，先後與多名男藝人傳出緋聞，包括古天樂、黃子華、谷德昭、馬德鐘、陳坤、馬浚偉和陶大宇等等。她曾經與男藝人溫兆倫於合作的電視劇《牛郎織女》中戲假情真，其後雙方高調地公開拍拖，然而戀情最後無疾而終。
2011年10月1日，郭羨妮與中國大陸動作導演朱少杰低調成婚，次年誕下一女。

## 演出作品

### 電視劇（無綫電視）
| 翡翠台首播 | 劇名           | 角色                 |
| 1999年     | 西鐵情緣       |                      |
| 2001年     | 尋秦記         | 秦清／琴清           |
| 2001年     | 勇探實錄       | 郑蕙玲（客串）       |
| 2002年     | 洛神           | 郭 嬛                |
| 2002年     | 絕世好爸       | 高寶怡（Bobo）       |
| 2003年     | 帝女花         | 昭仁公主             |
| 2003年     | 非常外父       | 阿 银（客串）        |
| 2004年     | 天涯俠醫       | 康 喬                |
| 2004年     | 無名天使3D     | 宋樂琦               |
| 2005年     | 翻新大少       | 卓琳（Yuki）         |
| 2006年     | 覆雨翻雲       | 靳冰雲               |
| 2006年     | 滙通天下       | 巴巴哈兒高娃         |
| 2006年     | 爭霸           | 西 施                |
| 2007年     | 牛郎織女       | 伏織織               |
| 2007年     | 學警出更       | 袁慧妮（Winnie）     |
| 2008年     | 古靈精探       | 邢晶晶（Madam Ying） |
| 2008年     | Click入黃金屋  | 袁慧中               |
| 2009年     | 古靈精探B      | 邢晶晶（Madam Ying） |
| 2009年     | 廉政行動2009   | 方子荃               |
| 2010年     | 情越雙白線     | 張曉雯               |
| 2011年     | 隔離七日情     | 汪賈瑜（Christy）    |
| 2011年     | 駁命老公追老婆 | 孫小玥               |
| 2012年     | 缺宅男女       | 施朗翹（大嫂）       |
| 2012年     | 盛世仁傑       | 曹 月（狄夫人）      |
| 2013年     | 談談情·練練武  | 殷彩兒               |
| 2013年     | 初五啟市錄     | 唐雅媛（大小姐）     |
| 2013年     | 上海傳奇       | 唐 茵（客串）        |
| 2013年     | 游劍江湖       | 雲紫蘿               |
| 2015年     | 無雙譜         | 一品香／佘還珠       |

### 電視劇（ViuTV）
| 首播   | 劇名     | 角色                                       |
| 2022年 | 冥冥之中 | 蘇麗珍（蘇姑娘）／某維度的大長老（第30集） |

### 電視劇（香港電台）
| 翡翠台首播 | 劇名        | 角色 |
| 2016年     | 女人多自在5 | Macy |

### 電視劇（内地）
| 首播   | 劇名       | 角色                |
| 2008年 | 八仙全傳   | 白牡丹              |
| 2011年 | 宮         | 赫舍里·柔兒（僖嬪） |
| 2012年 | 民國恩仇錄 | 王丽贞              |
| 2014年 | 麻姑献寿   | 王母娘娘            |
| 2015年 | 金玉瑶     | 丁敏秋              |

### 電影
| 首播   | 片名                      | 角色                 |
| 2001年 | 《正將》又名‘贼狼’        | Michelle Lee         |
| 2001年 | 《困獸》                  | 李咏珊（Vivian Lee） |
| 2002年 | 《一蚊雞保鏢》            | 士碌架（阿玲）       |
| 2003年 | TVB电视电影《鐵翼驚情》   | Kimmy                |
| 2003年 | 《老婆只有一个》          | 林曼莉               |
| 2005年 | 电视电影《超索刑警》      | Judy                 |
| 2006年 | 《臥虎》                  | 尤莉                 |
| 2007年 | 《生日快樂》              | 小恩                 |
| 2011年 | 《白蛇傳說》              | 青楼女子             |
| 2019年 | 《朝花夕拾芳華絕代 拾芳》 | Edith                |
| 2019年 | 《沉默的證人》            | 陳嘉豪妻子           |
| 待定   | 《尋秦記》                | 琴清                 |

### 音樂錄影帶
- 李克勤：《再一次想你》

## 無綫月曆
| 年份             | 月曆                                                   |
| 2001年 - 10月 -  | 古天樂                                                 |
| 2002年 - 10月 -  | 馬浚偉                                                 |
| 2003年 - 10月 -  | 陳豪                                                   |
| 2004年 - 6月-    | 楊思琦、佘詩曼                                         |
| 2005年 - 10月 -  | 歐陽震華                                               |
| 2006年 - 3/4月 - | 楊婉儀、宣萱、佘詩曼、黎姿、吳美珩                     |
| 2007年 - 11月 -  | 敖嘉年、陳山聰、楊怡、胡杏兒、林峯                     |
| 2008年 - 8月 -   | 葉翠翠、向海嵐、楊婉儀、楊思琦、曹敏莉                 |
| 2009年 - 3月 -   | 郭晉安、苗僑偉、佘詩曼                                 |
| 2013年 - 7月 -   | 叶翠翠、陈庭欣、张名雅、朱晨丽                         |
| 2014年 - 12月 -  | 郭少芸、馬德鐘、姚子羚、江美儀、蘇玉華、林夏薇、馬國明 |

## 司儀／主持（無綫電視）
- 1999 跨世紀錄香港同心齊共創
- 1999-2004 萬千星輝賀台慶
- 2000 加港龍情耀千禧
- 2000 同心行動見光明
- 2000 人體探索DNA
- 2000 博愛歡樂傳萬家
- 2000 支持申辦亞運大行動
- 2000 罪惡剋星勁爆Show
- 2000 敦煌佛蹟結善緣
- 2000 星光燦爛仁愛堂
- 2001 小城巨星挑戰賽
- 2002 魅力上海
- 2003 全城投入無綫節目2004
- 2004 沙田月滿樂安居
- 2004 香港步步創高峰
- 2007 勇闖玉珠峰
- 2009 蔡瀾品味

## 曾參選選美活動
- 1999年度香港小姐競選
- 2000年度國際華裔小姐競選
- 2000年度環球小姐競選

## 曾獲獎項

### 香港小姐
| 年份   | 獎項                 | 結果 |
| 1999年 | 香港小姐 冠軍        | 獲獎 |
| 1999年 | 香港小姐最上鏡小姐   | 獲獎 |
| 1999年 | 香港小姐國際親善小姐 | 獲獎 |
| 1999年 | 香港小姐千禧才智小姐 | 獲獎 |

### 國際華裔小姐
| 年份   | 獎項                       | 結果 |
| 2000年 | 國際華裔小姐冠軍           | 獲獎 |
| 2000年 | 國際華裔小姐傾城美態大獎   | 獲獎 |
| 2000年 | 國際華裔小姐網上最奪目佳麗 | 獲獎 |

### 金南方電視大獎
| 年份   | 獎項               | 結果 |
| 2007年 | 最受歡迎港台女藝人 | 獲獎 |

### Astro華麗台電視劇大獎
| 年份   | 獎項               | 劇集         | 角色                | 結果 |
| 2004年 | 「我最难忘大反派」 | 《帝女花》   | 昭仁公主            | 獲獎 |
| 2006年 | 「我的至爱角色」   | 《天涯俠醫》 | 康喬                | 獲獎 |
| 2007年 | 「我的至爱角色」   | 《匯通天下》 | 巴巴哈兒高娃        | 獲獎 |
| 2008年 | 「我的至爱角色」   | 《學警出更》 | 袁慧妮              | 獲獎 |
| 2009年 | 「我的至爱角色」   | 《古靈精探》 | 邢晶晶 (Madam Ying) | 獲獎 |

### 星和無綫電視大獎
| 年份   | 獎項                    | 劇集         | 角色                | 結果 |
| 2010年 | 「我最愛TVB電視女角色」 | 《古靈精探》 | 邢晶晶 (Madam Ying) | 獲獎 |

### 优酷影視指數盛典
| 年份   | 獎項                 | 結果 |
| 2011年 | 港台區最受歡迎女演員 | 獲獎 |

## 广告
- SaSa Beauty代言人
- 露得清护肤品广告
- 金美花园楼盘广告
- V.I.C.&Charming拖鞋广告
- TVB 2001 CNY广告套餐
- EE羊胎素广告
- 情缘婚纱广告
- Fresh Vision隐形眼镜广告
- 雅居乐楼盘广告
- 爱彼表广告
- 鉅記餅家代言人
- 卡士兰-自然瘦 代言人
- 高雅化妆品有限公司「软光子微电嫩肤仪」代言人
- Miryoku健康大使
- OSIM uZap窈窕魔师产品代言人
- MOISSANITE宝石广告
- CoverMark粉底广告代言人
- 雅莱姿化妆品广告代言人
- 采词化妆品广告代言人
- 维达宝奶粉广告代言人

## 遭印傭襲擊事件
2009年3月24日，郭羡妮所僱用的印尼籍女傭疑因感情問題受困擾，在家中亂擲東西及大聲哭叫，又以菜刀架頸，郭羡妮就保持鎮靜勸服她放下菜刀，再交由其母親藏在牀底。據料郭羡妮在報警期間女傭又發狂衝前，強行扯住郭的頭髮，並一口咬住其左手前臂，並且一直維持超過5分鐘。警方到場後將女傭制服，郭羡妮手臂紅腫及留有血洞，其後與女傭送往廣華醫院。

## 外部連結
- 郭羨妮 TVB Blog （页面存档备份，存于）
- 郭羨妮的新浪微博
- 郭羨妮的Instagram帳戶
- 郭羨妮在互联网电影资料库（IMDb）上的資料（英文）
- 郭羨妮在香港影庫上的簡介
- 郭羨妮在时光网上的簡介（简体中文）
- 郭羨妮在豆瓣上的资料（简体中文）

| 前任： 向海嵐 | 香港小姐競選冠軍 1999年 | 繼任： 劉慧蘊 |

| 前任： 向海嵐 | 香港小姐競選最上鏡小姐 1999年 | 繼任： 劉慧蘊 |

| 前任： 殷莉 | 香港小姐競選友誼小姐 1999年 | 繼任： 劉慧蘊 |